# Gli amori folli
Gli amori folli (Les herbes folles) è un film del 2009 diretto da Alain Resnais.
Con quest'opera il regista ultraottantenne riceve un premio speciale della giuria al Festival di Cannes 2009, nel quale il film è anche stato nominato per la Palma d'oro, andata poi a Il nastro bianco di Michael Haneke.

## Trama
Marguerite viene scippata mentre esce da un negozio nel quale aveva appena acquistato un paio di scarpe. Il ladro, dopo essersi tenuto i soldi, getta il portafoglio a terra in un parcheggio di un centro commerciale; l'oggetto viene recuperato da Georges, uomo sulla sessantina sposato con figli.
Da quel momento Georges si sente attratto da questa donna sconosciuta, comincia a fantasticare su di lei e vorrebbe incontrarla. Dopo aver consegnato il taccuino alla polizia ed aver ricevuto da Marguerite una fredda telefonata di ringraziamento comincerà però a compiere gesti piuttosto irrazionali come turbare telefonicamente e con lettere la donna o tagliarle le gomme dell'auto.
Marguerite, spazientita, si rivolge alla Polizia per segnalare le molestie anche se non vuole sporgere denuncia, dal momento che avverte in Georges un atteggiamento affettuoso anche se esagerato. Conoscerà la moglie e li inviterà a volare su un piccolo aereo da turismo. Lei infatti ha la passione per il volo e possiede anche un velivolo. Davanti all'entusiasmo di Marguerite, Georges non potrà fare altro che accettare questo compromesso.